# Hrvatski nogometni kup 2023./24.
Hrvatski nogometni kup 2023./24., sponzorskog naziva SuperSport Hrvatski nogometni kup bilo je trideset i treće izdanje Hrvatskog nogometnog kupa. U natjecanju je sudjelovalo ukupno 48 klubova. 
 
Naslov pobjednika iz sezone 2022./23. branio je  "Hajduk" iz Splita. 

## Sudionici
U natjecanju sudjeluje 48 klubova i to: 
- 16 najuspješnijih klubova po koeficijentu uspješnosti u natjecanju za Hrvatski nogometni kup u zadnjih pet godina
- 21 klub – pobjednici natjecanja za Županijski kup (pod rukovodstvom Županijskih nogometnih saveza)
- 11 klubova finalista natjecanja za Županijski kup iz 11 županijskih nogometnih saveza s najvećim brojem registriranih nogometnih klubova

Klubovi kvalificirani preko županijskih kupova startaju u natjecanju od pretkola, a preko koeficijenta od šesnaestine finala
| županija               | klubovi plasirani preko koeficijenta                                    | pobjednici županijskih kupova   | finalisti županijskih kupova        |
| ---------------------- | ----------------------------------------------------------------------- | ------------------------------- | ----------------------------------- |
| Bjelovarsko-bilogorska |                                                                         | Mladost Ždralovi (III.)         | Bilogora 91 Grubišno Polje (V.)     |
| Brodsko-posavska       | Oriolik Oriovac (IV.)                                                   | Omladinac Staro Topolje (VI.)   | Omladinac Gornja Vrba (V.)          |
| Dubrovačko-neretvanska |                                                                         | Jadran Luka Ploče (III.)        |                                     |
| Istarska               | Istra 1961 Pula (I.)                                                    | Jadran Poreč (III.)             | Rudar Labin (IV.)                   |
| Karlovačka             |                                                                         | Karlovac 1919 (III.)            |                                     |
| Koprivničko-križevačka | Slaven Belupo Koprivnica (I.)                                           | Radnik Križevci (III.)          | Tomislav Drnje (VI.)                |
| Krapinsko-zagorska     |                                                                         | Zagorec Krapina (IV.)           |                                     |
| Ličko-senjska          |                                                                         | Gospić 91 (V.)                  |                                     |
| Međimurska             |                                                                         | Graničar Kotoriba (IV.)         | Međimurec Dunjkovec-Pretetinec (V.) |
| Osječko-baranjska      | Osijek (I.) BSK Bijelo Brdo (II.)                                       | Vardarac (V.)                   | Belišće (III.)                      |
| Požeško-slavonska      |                                                                         | Kutjevo (IV.)                   |                                     |
| Primorsko-goranska     | Rijeka (I.)                                                             | Grobničan Čavle Mavrinci (III.) |                                     |
| Sisačko-moslavačka     |                                                                         | Moslavina Kutina (V.)           | Libertas Novska (V.)                |
| Splitsko-dalmatinska   | Hajduk Split (I.)                                                       | Croatia Zmijavci (II.)          |                                     |
| Šibensko-kninska       | Šibenik (II.)                                                           | Zagora Unešić (IV.)             |                                     |
| Varaždinska            | Varaždin (I.)                                                           | Jalžabet (V.)                   | Novi Marof (V.)                     |
| Virovitičko-podravska  |                                                                         | Pitomača (IV.)                  | Papuk Orahovica (VIII.)             |
| Vukovarsko-srijemska   | Cibalia Vinkovci (II.)                                                  | Vukovar 1991 (II.)              | Graničar Županja (IV.)              |
| Zadarska               |                                                                         | Primorac Biograd na Moru (IV.)  |                                     |
| Zagrebačka             | Gorica Velika Gorica (I.) Jaska Vinogradar Jastrebarsko (V.)            | Dugo Selo (III.)                | Tigar Sveta Nedelja (Brezje) (V.)   |
| Grad Zagreb            | Dinamo Zagreb (I.) Lokomotiva Zagreb (I.) Rudeš Zagreb (I.) Zagreb (V.) | Ponikve Zagreb (IV.)            |                                     |

U zagradama prikazan rang lige u kojoj klub nastupa u sezoni 2023./24.

## Rezultati

### Pretkolo
Ždrijeb parova pretkola kupa, u kojem sudjeluju 32 kluba kvalificirana preko županijskih kupova, je održan 19. srpnja 2023. godine, dok je referetni datum za odigravanje utakmica 30. kolovoza 2023.
| Par | Datum              | Mjesto odigravanja, stadion                                | Domaći sastav                | Rezultat       | Gostujući sastav               | Napomene                                            | Izvještaji |
| --- | ------------------ | ---------------------------------------------------------- | ---------------------------- | -------------- | ------------------------------ | --------------------------------------------------- | ---------- |
| 1.  | 30. kolovoza 2023. | Gospić, Balinovac                                          | Gospić 91                    | 2:4            | Kutjevo                        |                                                     |            |
| 2.  | 29. kolovoza 2023. | Dugo Selo, Gradski stadion Dugo Selo                       | Dugo Selo                    | 2:2 (4:2 11 m) | Pitomača                       | "Dugo Selo" prošlo boljim izvođenjem jedanaesteraca |            |
| 3.  | 22. kolovoza 2023. | Rakitje, SC Rakitje                                        | Tigar Sveta Nedelja (Brezje) | 0:2            | Omladinac Gornja Vrba          |                                                     |            |
| 4.  | 29. kolovoza 2023. | Orahovica, Papuk                                           | Papuk Orahovica              | 1:29           | Grobničan Čavle Mavrinci       |                                                     |            |
| 5.  | 31. kolovoza 2023. | Drnje, Park Prinčeva                                       | Tomislav Drnje               | 1:4            | Jadran Luka Ploče              |                                                     |            |
| 6.  | 30. kolovoza 2023. | Vukovar, Borovo Naselje                                    | Vukovar 1991                 | 4:0            | Graničar Kotoriba              |                                                     |            |
| 7.  | 30. kolovoza 2023. | Vardarac, Vardarac                                         | Vardarac                     | 1:2 (prod)     | Karlovac 1919                  | "Karlovac 1919" prošao nakon produžetaka            |            |
| 8.  | 30. kolovoza 2023. | Jalžabet, Jalžabet                                         | Jalžabet                     | 1:3            | Moslavina Kutina               |                                                     |            |
| 9.  | 30. kolovoza 2023. | Grubišno Polje, Igralište NK "Bilogora 91"                 | Bilogora 91 Grubišno Polje   | 0:2            | Ponikve Zagreb                 |                                                     |            |
| 10. | 30. kolovoza 2023. | Poreč, ŠRC Veli Jože                                       | Jadran Poreč                 | 2:1            | Mladost Ždralovi               |                                                     |            |
| 11. | 19. kolovoza 2023. | Labin, Gradski stadion Labin                               | Rudar Labin                  | 2:3            | Zagora Unešić                  |                                                     |            |
| 12. | 30. kolovoza 2023. | Županja, Spomen stadion prvog igranja nogometa u Hrvatskoj | Graničar Županja             | 0:3            | Croatia Zmijavci               |                                                     |            |
| 13. | 30. kolovoza 2023. | Krapina, ŠRC Podgora                                       | Zagorec Krapina              | 1:0            | Omladinac Staro Topolje        |                                                     |            |
| 14. | 30. kolovoza 2023. | Belišće, Gradski stadion Belišće                           | Belišće                      | 3:0            | Novi Marof                     |                                                     |            |
| 15. | 30. kolovoza 2023. | Biograd na Moru, Kažimira i Silvija                        | Primorac Biograd na Moru     | 0:2 (prod)     | Radnik Križevci                | "Radnik" prošao nakon produžetaka                   |            |
| 16. | 30. kolovoza 2023. | Novska, Gradski stadion Novska                             | Libertas Novska              | 1:0            | Međimurec Dunjkovec-Pretetinec |                                                     |            |

### Šesnaestina završnice
Referetni datum odigravanja utakmica šesnaestine završnice je 27. rujna 2023.
| Par | Datum           | Mjesto odigravanja, stadion             | Domaći sastav            | Rezultat       | Gostujući sastav              | Napomene                                           | Izvještaji |
| --- | --------------- | --------------------------------------- | ------------------------ | -------------- | ----------------------------- | -------------------------------------------------- | ---------- |
| 1.  | 26. rujna 2023. | Novska, Gradski stadion Novska          | Libertas Novska          | 0:9            | Rijeka                        |                                                    |            |
| 2.  | 13. rujna 2023. | Slavonski Brod, ŠRC Stanko Vlainić-Dida | Omladinac Gornja Vrba    | 0:6            | Hajduk Split                  | "Omladinac" domaćin u Slavonskom Brodu             |            |
| 3.  | 27. rujna 2023. | Zagreb, ŠRC Ponikve (Gajnice)           | Ponikve Zagreb           | 1:4            | Dinamo Zagreb                 |                                                    |            |
| 4.  | 26. rujna 2023. | Kutjevo, ŠRC Kutjevo                    | Kutjevo                  | 1:4            | Osijek                        |                                                    |            |
| 5.  | 27. rujna 2023. | Dugo Selo, Gradski stadion Dugo Selo    | Dugo Selo                | 0:1            | Lokomotiva Zagreb             |                                                    |            |
| 6.  | 20. rujna 2023. | Kutina, Gradski stadion Kutina          | Moslavina Kutina         | 2:4            | Slaven Belupo Koprivnica      |                                                    |            |
| 7.  | 27. rujna 2023. | Unešić, Borovište                       | Zagora Unešić            | 0:2            | Istra 1961 Pula               |                                                    |            |
| 8.  | 27. rujna 2023. | Križevci, Gradski stadion Križevci      | Radnik Križevci          | 4:3 (prod)     | Šibenik                       | "Radnik" prošao nakon produžetaka                  |            |
| 9.  | 27. rujna 2023. | Krapina, ŠRC Podgora                    | Zagorec Krapina          | 0:2            | Gorica Velika Gorica          |                                                    |            |
| 10. | 26. rujna 2023. | Mavrinci, Mavrinci                      | Grobničan Čavle Mavrinci | 0:0 (3:5 11 m) | Varaždin                      | "Varaždin" prošao boljim izvođenjem jedanaesteraca |            |
| 11. | 27. rujna 2023. | Zmijavci, ŠRC Marijan Šuto-Mrma         | Croatia Zmijavci         | 0:1            | Rudeš Zagreb                  |                                                    |            |
| 12. | 27. rujna 2023. | Vukovar, Gradski stadion Borovo naselje | Vukovar 1991             | 4:1            | BSK Bijelo Brdo               |                                                    |            |
| 13. | 27. rujna 2023. | Karlovac, Branko Čavlović-Čavlek        | Karlovac 1919            | 2:1            | Jaska Vinogradar Jastrebarsko |                                                    |            |
| 14. | 27. rujna 2023. | Poreč, SRC Veli Jože                    | Jadran Poreč             | 0:0 (3:4 11 m) | Oriolik Oriovac               | "Oriolik"' prošao boljim izvođenjem jedanaesteraca |            |
| 15. | 27. rujna 2023. | Ploče, Jadranovo                        | Jadran Luka Ploče        | 2:1            | Belišće                       |                                                    |            |
| 16. | 26. rujna 2023. | Vinkovci, Stadion Cibalije              | Cibalia Vinkovci         | 6:0            | Zagreb                        |                                                    |            |

### Osmina završnice
Referetni datum odigravanja utakmica osmine završnice je 1. studenog 2023.
| Par | Datum               | Mjesto odigravanja, stadion                  | Domaći sastav        | Rezultat | Gostujući sastav         | Napomene | Izvještaji |
| --- | ------------------- | -------------------------------------------- | -------------------- | -------- | ------------------------ | -------- | ---------- |
| 1.  | 5. prosinca 2023.   | Vinkovci, Stadion Cibalije                   | Cibalia Vinkovci     | 1:3      | Rijeka                   |          |            |
| 2.  | 31. listopada 2023. | Ploče, Jadranovo                             | Jadran Luka Ploče    | 0:2      | Hajduk Split             |          |            |
| 3.  | 1. studenog 2023.   | Oriovac, Stadion Oriolika                    | Oriolik Oriovac      | 0:8      | Dinamo Zagreb            |          |            |
| 4.  | 31. listopada 2023. | Karlovac, Branko Čavlović-Čavlek             | Karlovac 1919        | 0:1      | Osijek                   |          |            |
| 5.  | 29. studenog 2023.  | Vukovar, Gradski stadion Borovo naselje      | Vukovar 1991         | 1:2      | Lokomotiva Zagreb        |          |            |
| 6.  | 31. listopada 2023. | Zagreb, ŠC Rudeš                             | Rudeš Zagreb         | 3:1      | Slaven Belupo Koprivnica |          |            |
| 7.  | 5. prosinca 2023.   | Varaždin, Stadion Varteks                    | Varaždin             | 3:2      | Istra 1961 Pula          |          |            |
| 8.  | 1. studenog 2023.   | Velika Gorica, Gradski stadion Velika Gorica | Gorica Velika Gorica | 4:0      | Radnik Križevci          |          |            |

### Četvrtzavršnica
Ždrijeb parova četvrtzavršnice je održan 11. prosinca 2023., a referetni datum odigravanja je 28. veljače 2024. godine.
| Par | Datum             | Mjesto odigravanja, stadion | Domaći sastav     | Rezultat | Gostujući sastav     | Napomene | Izvještaji |
| --- | ----------------- | --------------------------- | ----------------- | -------- | -------------------- | -------- | ---------- |
| 1.  | 27. veljače 2024. | Split, Poljud               | Hajduk Split      | 5:0      | Varaždin             |          |            |
| 2.  | 28. veljače 2024. | Zagreb, Maksimir            | Dinamo Zagreb     | 4:0      | Gorica Velika Gorica |          |            |
| 3.  | 27. veljače 2024. | Zagreb, Kranjčevićeva       | Lokomotiva Zagreb | 1:0      | Osijek               |          |            |
| 4.  | 28. veljače 2024. | Zagreb, ŠC Rudeš            | Rudeš Zagreb      | 0:1      | Rijeka               |          |            |

### Poluzavršnica
Ždrijeb parova poluzavršnice bio je 4. ožujka 2024., a termin odigravanje bio je 3. travnja 2024.
| Par | Datum            | Mjesto odigravanja, stadion | Domaći sastav     | Rezultat | Gostujući sastav | Napomene | Izvještaji |
| --- | ---------------- | --------------------------- | ----------------- | -------- | ---------------- | -------- | ---------- |
| 1.  | 3. travnja 2024. | Zagreb, Kranjčevićeva       | Lokomotiva Zagreb | 0:1      | Rijeka           |          |            |
| 2.  | 3. travnja 2024. | Split, Poljud               | Hajduk Split      | 0:1      | Dinamo Zagreb    |          |            |

### Završnica
Završnica je igrana 15. i 22. svibnja 2024.
| 15. svibnja 2024. 19:00 |             |        |                                                                   |
| Dinamo Zagreb           | 0:0         | Rijeka | Stadion Maksimir, Zagreb Broj gledatelja: 18.709 Sudac: Dario Bel |
|                         | (izvještaj) |        | Stadion Maksimir, Zagreb Broj gledatelja: 18.709 Sudac: Dario Bel |

| 22. svibnja 2024. 18:00 |             |                                  |                                                                      |
| Rijeka                  | 1:3         | Dinamo Zagreb                    | Stadion HNK Rijeka, Rijeka Broj gledatelja: 8127 Sudac: Jakov Titlić |
| Fruk 90+1'              | (izvještaj) | Sučić 28' Baturina 42' Bulat 82' | Stadion HNK Rijeka, Rijeka Broj gledatelja: 8127 Sudac: Jakov Titlić |

## Vanjske poveznice
- sportnet.hr, SuperSport Hrvatski kup
- hrnogomet.com, Kup > Natjecanja